# Hymn Republiki Ałtaju
Hymn Republiki Ałtaju (ros. Гимн Республики Алтай, półn.-ałt. Алтай Республиканыҥ Гимны) – jeden z symboli państwowych Republiki Ałtaju, republiki autonomicznej w składzie Federacji Rosyjskiej. Autorem tekstu hymnu w języku ałtajskim jest Arżan Adarow, autorem tekstu rosyjskiego W. Sorokin. Muzykę skomponował W. Pieszniak. Hymn został oficjalnie przyjęty 11 września 2001.